# Dovydas Redikas
Dovydas Redikas (Šiauliai, 11 dicembre 1992) è un cestista lituano.

## Carriera
Dal 2011 al 2013 ha militato nel Lietuvos Rytas. Ha disputato i FIBA EuroBasket Under 20 del 2011 e del 2012; in quest'ultima edizione ha vinto la medaglia d'oro.